# Paphiopedilum barbigerum
Paphiopedilum barbigerum é uma espécie de orquídea (Orchidaceae) do Vietnam. Há uma variedade de coloração avermelhada que alguns preferem considerar como espécie à parte.